# СОКО Г-2 Галеб
СОКО Г-2 «Галеб» — югославский лёгкий штурмовик и учебно-тренировочный самолёт. Совершил первый полёт в 1961 году, серийно производился в 1964—1985 годах. Поставлялся на экспорт в Ливию и Замбию. Применялся в ходе боевых действий на Балканах в первой половине 1990-х годов.

## Тактико-технические характеристики

### Технические характеристики
- Экипаж: 1-2 человека
- Длина: 10,34 м
- Размах крыла: 10,47 м
- Высота: 3,28 м
- Площадь крыла: 19,43 м²
- Масса пустого: 2620 кг
- Масса топлива: 780 кг
- Двигатель: ДМБ «Вайпер» ASV.11 Mk.22-6 (1×11,12 кН)

### Лётные характеристики
- Максимальная скорость на высоте 6200 м: 812 км/ч
- Крейсерская скорость на высоте 6000 м: 730 км/ч
- Дальность полёта: 1242 км
- Скороподъёмность: 22,8 м/с (1370 м/мин)

### Вооружение
- Пулемёты: 2×12,7 мм (Кольт-Браунинг M3)
- НАР 4×57 мм
- Бомбы: 4×115 кг или 2×225 кг